# Ізидор Білак
Ізидор (Ісидор, Сидір) Білак (Біляк), (мад.) Bilák Izidor, 26 травня 1889, Лисичово, жупа Берег, Австро-Угорщина — 3 січня 1944, Пицел коло Будапешту, Угорське королівство — український педагог, фольклорист, публіцист, етнограф.

## Біографія
Ізидор Білак походив з лисичовської селянської родини, але дід його був грекокатолицьким кантором в тому селі, а бабуся походила з родини священника. В Лисичові закінчив народну школу, потім учительску семінарію в Унгварі, а в Будапешті закінчив педагогічне училище для викладачів горожанських шкіл. В січні 1919 р. отримав в Мінистерстві Руської Країни в Будапешті посаду інспектора шкіл Руської Країни. Після ліквідації регіону і входження Підкарпатської Руси до складу Чехословаччини быв професором горожанської школи в Пицелу під Будапештом, а потім її директором.

## Творчість
Почав писати з 1908 р., ще під час навчання в семінарії, статті, етнографічні дописи, оповідання, поезію, збирати народні співанки, публікувати свою творчість в газеті «Наука», яку тоді видавав А. Волошин, а також в календарях. Активно виступав також в газеті «Görögkatholikus Szemle» (Греко-католицький огляд) із статтями на русино-українську тематику. а також в інших угорських періодичних виданнях (Nemzeti Újság, Új Nemzedék, Budapesti Környék), у тому числі у фахових педагогічних періодиках (Néptanítók Lapja, Orsz. Polg. Iskol. Tanáregyes. Kőzlőny).
Окрім угорської преси, писав також у російсько-, україно- та русиномовні видання — («Нова Недѣля», «Карпатска Недѣля», «Руська Правда», «Руська Молодежь», «Литературна Недѣля»).

## Вибрані твори
- Dolha és vidékének néprajza (Народопис Довгого и околицѣ) // Néprajzi Értesítő XVI. 1915, XVII. 1916 (співавтор Г. Стрипський)
- Жаворонокъ. Собраніе русскихъ пѣсней и пословицъ подкарпатскаго народа. Собралъ Исидоръ Билякъ, школьный инспекторъ. Ужгород, 1926.